# Guerra de mujeres
Guerra de mujeres é uma telenovela venezuelana exibida em 2001 pela Venevisión.

## Elenco
- Gaby Espino....Yubiri
- Jorge Reyes....Wilker
- Adrián Delgado....Juan Diego
- Mimí Lazo....Briggite
- Caridad Canelón....Bienvenida
- Daniel Alvarado....Junior
- Nohely Arteaga....Ana
- Aroldo Betancourt....Olegario
- Beatriz Valdés....Gisela
- Milena Santander....Finita
- Lourdes Valera....Lolita
- Roberto Lamarca....Fabian Botero
- Henry Galué....Mauricio
- Fernando Villate....Kowalsky
- Carlos Mata....Atanasio
- Víctor Cámara....Armando
- Eva Blanco....Dionisia
- José Oliva....Primero
- Liorvis Sivira... Segundo
- Elaiza Gil....Xiolimar
- Ramón Hinojosa
- Marjorie De Sousa....Carolina
- Beba Rojas....Graciela
- Yeinar Moreno....Jessica
- José Zambrano....Felix
- Yanín Barboza....Clarissa
- José Luis Zuleta...Segundo
- Reinaldo José Pérez....Pastor
- María Antonieta Duque....Blanquita
- Asdrúbal Blanco....Javier
- Wilmer Machado....Pipo
- Josué Villae....Alberto
- Samantha Suárez....Mayerlin
- Michelle Nassef....Corina Botero Rincón
- Auremily Romero....Marina Botero Rincón
- Adrián Durán....Carlitos
- Juan Franquiz....Melendez
- Irene Clemente....Margot
- Annaliesse Suegart....Yolanda